# Фікарацці
Фікарацці (італ. Ficarazzi, сиц. Ficarazzi) — муніципалітет в Італії, у регіоні Сицилія,  метрополійне місто Палермо.
Фікарацці розташоване на відстані близько 440 км на південь від Рима, 10 км на схід від Палермо.
Населення — 12 792 особи (2014).
Щорічний фестиваль відбувається 14 вересня. Покровитель — Crocifisso.

## Демографія
Населення за роками:

Станом на 1 січня 2023 року в муніципалітеті офіційно проживали 104 іноземці з 21 країни, серед них 32 громадяни країн Євросоюзу.

## Сусідні муніципалітети
- Багерія
- Мізільмері
- Палермо
- Віллабате